# 雅克·蒂博

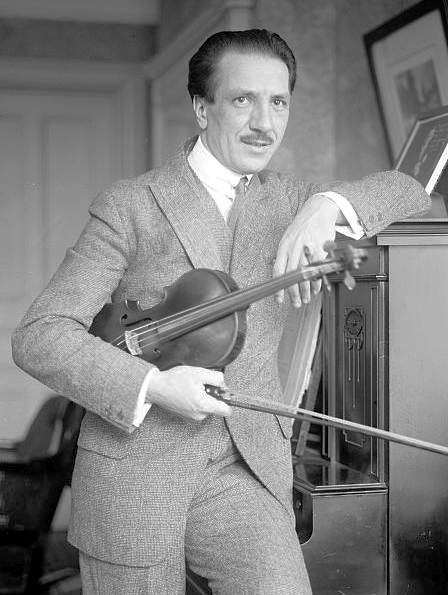
雅克·蒂博

雅克·蒂博（法語：Jacques Thibaud，1880年9月27日—1953年9月1日）是一位法国小提琴家。

## 生平
蒂博出生在波尔多，在13岁进入巴黎国立高等音乐学院之前跟随其父学习小提琴。1896年他同皮埃尔·蒙特（后来成为了著名的指挥家）联手获得了学院的小提琴奖。他在第一次世界大战的战斗中不幸受伤，因此随后他不得不重操旧业。1943年他与玛格丽特·朗联手创立了一项小提琴和钢琴的大赛，玛格丽特·朗-雅克·蒂博国际比赛。

同时作为一名独奏者，蒂博也是一位著名的室内乐演奏家，尤其是同钢琴家阿尔弗雷德·科尔托和大提琴家帕烏·卡薩爾斯组成的钢琴三重奏。

1953年，当他搭乘法国航空公司178航班时，飞机撞上了法国阿尔卑斯山，机上人员全部遇难。他的那把1720年斯特拉迪瓦里琴也随之化为灰烬 。經過事後調查，法國航空178號班機空難為可控飛行撞地。

## 外部連結
- 雅克·蒂博的Discogs页面（英文）